# Seoses (século V)
Seoses (em persa médio: Siyāwaxš; em grego medieval: Σεόσης; romaniz.: Seóses) foi um oficial sassânida do final do século V e as primeiras décadas do VI, ativo durante o reinado do xá Cavades I.

## Nome
Seoses (Σεόσης, Seósēs), Siauasc(is) (Σιαύασκ(ις), Siaúask(is)) ou Sábaris (Σάβαρις) são as formas gregas do persa médio Siavaxe (⁠Siyāwaxš) e parta (Siyāwaš⁠), que derivavam do avéstico Siauarxã (Siiāuuaršan-; lit. "que possui garanhões pretos"). Foi registrado em  armênio como Xavarxe (Շաւարշ, Šawarš), corásmio como Xevexe (Šʾwš), em elamita como Xiamarxa (𒅆𒅀𒈥𒃻, ši-ia-mar-šá) e em árabe como Xiavaxe (سِيَاوَش, Siyāwaš).

## Vida
Seoses aparece pela primeira vez na década de 480, quando auxiliou Cavades a fugir do cativeiro, que lhe fora imposto por seu tio Balas (r. 484–488) e os nobres persas, em direção ao Império Heftalita, bem como ajudou-o a retomar seu trono em 488 pela força das armas. Como recompensa, Seoses foi nomeado adrastadarã salanes, um título que lhe conferiu autoridade sobre todos os magistrados e sobre o exército inteiro; Procópio de Cesareia afirma que foi o primeiro e único a ostentar esta posição, o que é suspeito com base nas fontes disponíveis.
Alguns anos após sua reconquista do trono real, Cavades foi derrubado devido ao golpe de Zamasfes (r. 496–498). Ele novamente fugiu junto dos heftalitas, que ajudariam-no a recuperar seu trono em 488 em troca de somas em dinheiro. Para quitar sua dívida, solicitou ajuda financeira ao imperador Anastácio I Dicoro (r. 491–518), mas ele recusou-se. Como forma de obrigar os bizantinos, os persas declararam guerra em 502 e iniciaram o conflito, provavelmente por instigação de Seoses. Em ca. 525/526, foi enviado com Mebodes para negociar com os oficiais bizantinos Hipácio e Rufino sobre a adoção de Cosroes como filho de Justino I (r. 518–527).
A embaixada não teve resultados satisfatórios para os persas. Com o colapso das negociações, Mebodes acusou seu companheiro Seoses de ter sabotado a missão. Muitas acusações foram feitas por Mebodes perante Cavades, o que fez com que Seoses fosse chamado para julgamento. Segundo Procópio, que relatou todo o episódio, o conselho persa, que era hostil a ele por sua posição anômala e seu temperamento natural, foi reunido para deliberar sobre a questão. Os juízes condenaram-no a morte e apesar de ser seu amigo, Cavades nada fez para poupar sua vida. Segundo Henning Börm, sua execução deve ter ocorrido cerca de 530.